# سوپراستار لیبرا
سوپراستار لیبرا (به انگلیسی: SuperStar Libra) یک کشتی است که طول آن ۷۰۹ فوت (۲۱۶ متر) می‌باشد.